# Vladas Žalnerauskas
Vladas Žalnerauskas (*  1. Mai 1941 in Kaunas; † 16. Januar 2008) war ein litauischer Politiker.

## Leben
Nach dem Abitur absolvierte er 1970 das Diplomstudium an der Fakultät für Radioelektronik am Kauno politechnikos institutas und 1977 die Aspirantur. Hier promovierte er in den technischen Wissenschaften. 1960 arbeitete er im Radiowerk in Kaunas als Arbeiter und danach als wiss. Mitarbeiter am Forschungsinstitut für Radio-Messtechnik Kaunas, „Pergalės“-Konstruktorbüro, an der höheren technischen Schule Kaunas (jetzt Kollegium Kaunas).
Von 2000 bis 2004 war er Mitglied im Seimas und von 2007 bis 2008 im Stadtrat Kaunas. Ab 1995 war er Mitglied der Lietuvos liberalų sąjunga, und ab 2003 der Liberalų demokratų partija (Tvarka ir teisingumas).
1977 bekam er den Titel des internationalen Sportmeisters.
Er war verheiratet. Mit seiner Frau hatte er zwei Kinder.